# Distretto di Ocoruro
Il distretto di Ocoruro è uno degli otto distretti della  provincia di Espinar, in Perù. Si trova nella regione di Cusco.